# UFC Fight Night: Jacaré vs. Mousasi II
UFC Fight Night: Jacaré vs. Mousasi foi um evento de artes marciais mistas promovido pelo Ultimate Fighting Championship, ocorrido em 5 de setembro de 2014 no Foxwoods Resort Casino em Ledyard, Connecticut.

## Background
O evento será o quinto evento do UFC a acontecer em Connecticut, mas o primeiro desde o UFC 55 em 2005.
A revanche entre Ronaldo Souza e Gegard Mousasi que aconteceria no UFC 176 foi movida para esse evento após o cancelamento do mesmo. Essa luta agora será o evento principal do evento.
Esse evento marcará a primeira vez que o Ultimate Fighting Championship e o Bellator MMA transmitem um evento ao mesmo tempo (UFC Fight Night 50 e Bellator 123). Em adicional, os dois ainda ocorrem no estado de Connecticut, com os locais à milhas de distância.
Os pesos galos Ian Entwistle e Rob Font que enfrentariam Dustin Kimura e Chris Beal no evento, foram retirados do card com uma lesão. Beal e Kimura agora se enfrentarão no evento.
Andre Fili era esperado para enfrentar Sean Soriano, no entanto, uma lesão o tirou do evento e ele foi substituído por Chas Skelly.
Charles Oliveira e Nik Lentz fariam uma revanche no card, porém após do Bronx não bater o peso ele passou mal e foi diagnosticado que estava com uma virose. O grupo médico do UFC não liberou Charles para a luta e com isso o combate foi cancelado.

## Bônus da Noite
- Luta da Noite:  Joe Lauzon vs.  Michael Chiesa
- Performance da Noite:  Ronaldo Souza e  Ben Rothwell